# День учителя (фильм)
«День учителя» — российский фильм 2012 года режиссёра Сергея Мокрицкого.

## Сюжет
Один день из жизни зауряднейшего школьного учителя. Его зовут Афанасий Петрович, он преподает в московской школе русский язык и литературу. Афанасий живёт с мамой. На уроках он блещет цитатами из малоизвестных стихов Есенина, невольно подражая учителям из школьной киноклассики. А дома пописывает остросюжетный роман про себя и свою бывшую возлюбленную — его воплощение в нуарном стиле на экране видит на протяжении всего фильма зритель. Но, несмотря на прекрасное знание литературы, сам написать ничего толкового герой не в состоянии. С личной жизнью у него тоже не сложилась: не женившись в молодости из-за протестов матери на единственной любимой им девушке, о которой он продолжает грезить.

Мне захотелось рассказать об обычном представителе «русской интеллигенции», не из пресловутого «среднего класса», а о скромном учителе русского языка и литературы в старших классах. О людях, которые по-прежнему остались «самыми читающими и думающими», но так и не сумевшими найти счастье и покой в постоянно меняющейся, нестабильной жизни. А ведь счастье есть цель любого человека. Фильм «День учителя» получился личным.— режиссёр и сценарист фильма Сергей Мокрицкий

## В ролях
- Анатолий Кот — Афанасий Петрович Деркач
- Светлана Немоляева — мать Афанасия
- Ирина Рахманова — Эля
- Марианна Шульц — Алёна
- Кирилл Серебренников — Огарев, писатель
- Алла Юганова — соседка
- Вадим Демчог — мужчина на пляже
- Ольга Лапшина — женщина в магазине
- Людмила Титова — уролог
- Андрей Бильжо — психотерапевт
- Ольга Хохлова — пациентка
- Ирина Демидкина — женщина на пляже
- Светлана Глинка — гарпия
- Ольга Лукашевич — гарпия

## Основа
В основу сценария лег польский фильм «День психа» режиссёра и сценариста Марека Котерского 2005 года, который в Польше считается третьим лучшим польским фильмом за 30 лет, когда Котерский приезжал в Москву на кинофестиваль у него были приобретены права на сценарий этой картины и планировалось сделать ремейк, однако, польский материал материал не ложился на реалии России, кроме того здесь герой не только писатель-графоман, но в первую очередь учитель, актёру Александру Коту режиссёр не дал сценарий, чтобы он играл лишь исходя из общего смыслового сюжета, на съёмочной площадке монологи импровизировались, кроме реального мира героя появился ещё выдуманный мир и его сны, и итоге в картине осталось лишь порядка 30-35 % от польского фильма:

Потому что менталитет у нас разный. Наверно, и уклад жизни, и вероисповедание влияет. 100 % ремейк не случился, потому что я понял — среднерусский интеллигент не будет вести себя так сдержанно, как его коллега из Восточной Европы. Он будет пить, страдать, рефлексировать и желать менять мир. Такое свойственно только нашим мужикам.— режиссёр и сценарист фильма Сергей Мокрицкий

## Съёмки
Снимали фильм в Москве в реальной школе на улице Красина (видимо, Школа № 1950, бывшая № 136).
По словам режиссёра бюджет фильма был небольшой, и основную часть его составляют средства Министерства культуры России, выделившего 20 миллионов, и совсем немного добавили продюсеры. При этом на прокат, учитывая неясную целевую аудиторию фильма, расчёта изначально не было: «надеюсь, будет до 10 копий для проката и что его купит „Первый канал“ для „Закрытого показа“» (чего не произошло — в программе «Закрытый показ» фильм не демонстрировался).

## Критика
Очень важно, что появились фильмы про маленького человека. На экране снова интеллигенты. Например, учитель русского языка в небольшой школе в картине Сергея Мокрицкого «День учителя». Тихое, без нажима, абсолютно европейское как по содержанию, так и по форме кино.— Ситора Алиева, программный директор кинофестиваля «Кинотавр»

Будь я на месте жюри «Кинотавра», приз «Лучшая мужская роль» присудила бы Анатолию Коту из фильма Сергея Мокрицкого «День учителя», сыгравшего своеобразную вариацию «человека в футляре» XXI века. Смелый актёр не побоялся быть неприятным, но, как часто случается и с профессионалами — на «Кинотавре» не все смогли отделить актёрскую работу и персонажа от личности актёра.— кинокритик Вита Рамм

## Фестивали
- Кинотавр (Россия), 2012 — участие в основной конкурсной программе из 15 фильмов, призами отмечен не был
- Московский международный кинофестиваль (Россия), 2012 — показ вне конкурса в рамках «Российской программы»
- Фестиваль русского кино в Онфлёре (Франция), 2012 — участие в основной конкурсной программе из 7 фильмов